# Fontenille
Fontenille är en kommun i departementet Charente i regionen Nouvelle-Aquitaine i västra Frankrike. Kommunen ligger  i kantonen Mansle som ligger i arrondissementet Confolens. År 2022 hade Fontenille 343 invånare.

## Befolkningsutveckling
Antalet invånare i kommunen Fontenille
Referens:INSEE